# Guerra

Le nazioni colorate di rosso sono quelle in stato di guerra nel 2023.

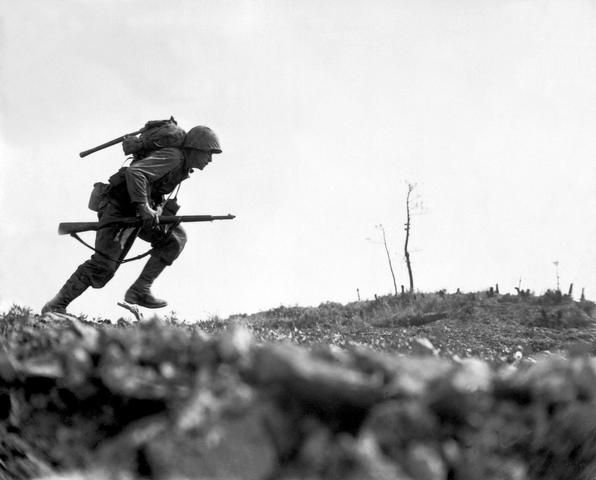
Un marine cerca riparo dal tiro delle mitragliatrici giapponesi durante la battaglia di Okinawa, nel settore soprannominato "Death Valley" in una foto scattata il 10 maggio 1945

La guerra è un fenomeno sociale che ha il suo tratto distintivo nella violenza armata posta in essere fra gruppi organizzati. Nel suo significato tradizionale, la guerra è un conflitto tra Stati sovrani o coalizioni per la risoluzione, di regola in ultima istanza, di una controversia internazionale più o meno direttamente motivata da veri o presunti, ma in ogni caso parziali, conflitti di interessi ideologici ed economici.
Il termine deriverebbe dalla parola werran dell'alto tedesco antico che significa mischia. Nel diritto internazionale, il termine è stato sostituito, subito dopo la seconda guerra mondiale, dall'espressione "conflitto armato", applicabile a scontri di qualsiasi dimensione e tipo. La guerra in quanto fenomeno sociale ha enormi riflessi sulla cultura, sulla religione, sull'arte, sul costume, sull'economia, sui miti, sull'immaginario collettivo, che spesso la cambiano nella sua essenza, esaltandola o condannandola.

## Preistoria
Le testimonianze archeologiche indicano che la guerra fa parte della vita umana da tempo immemorabile: secondo le teorie passate, si presumeva che i primi popoli nomadi (cacciatori-raccoglitori) fossero più pacifici rispetto ai loro omologhi sedentari (coltivatori) degli anni successivi, ma i ritrovamenti dei luoghi di sepoltura di massa in tutto il mondo hanno portato gli studiosi a rivedere questa teoria. Una sepoltura di massa a Jebel Sahaba (nota come Cimitero 117), nel Sudan settentrionale, per esempio, contiene i resti di 61 tra adulti e bambini; circa il 45% dei quali sono deceduti per morte violenta e mostrano gravi ferite o delle punte di freccia incastrate tra le ossa. Questo sito risale all'11740 a.C. circa.

## Storia

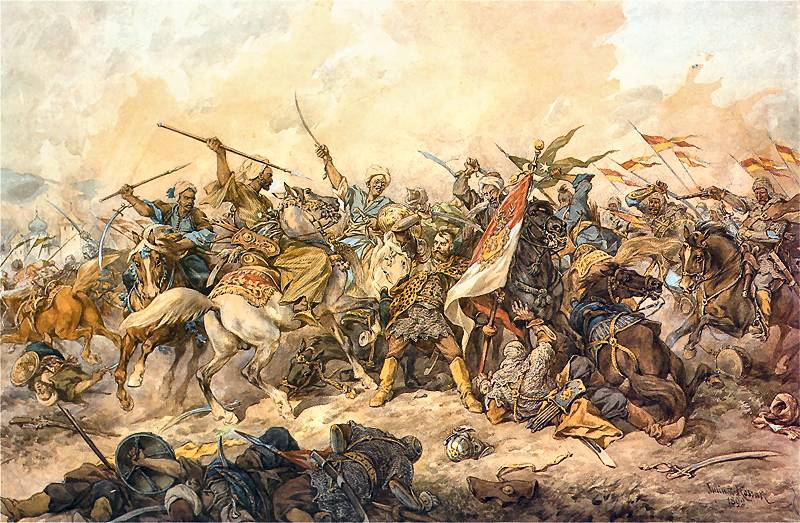
Battaglia di Chocim (1673), durante la guerra fra Polonia e Impero ottomano, in un dipinto di Juliusz Kossak (1892)

Dalla nascita dello Stato, circa 5.000 anni fa, l'attività militare ha interessato gran parte del globo. 
Nel Medioevo, a discapito delle ricostruzioni cinematografiche che rappresentano combattimenti corpo a corpo, il riferimento del milite era lo stendardo o bandiera del proprio re, città o Dio. Le formazioni restavano il più possibile compatte intorno ai propri simboli nell'impossibilità di distinguere altrimenti l'amico dal nemico, dato che le prime uniformi di riconoscimento furono introdotte per la prima volta nel XVII secolo dai sovrani di Francia e Svezia. Inoltre, tali simboli permettevano ai comandanti di controllare al meglio il campo di battaglia. Con l'eccezione dell'esercito imperiale romano, nemmeno le armi e le armature erano standardizzate: nobili e plebe scendevano nel campo di battaglia coi beni di cui disponevano. Lo scontro avveniva frontalmente tra file di eserciti contrapposti. Ai fianchi si collocavano reparti di militi armati in modo meno pesante ovvero la cavalleria. La vera carneficina aveva luogo quando uno dei due schieramenti, vinto dalla pressione della controparte, cedeva e voltava le spalle al nemico per battere in ritirata.
L'avvento della polvere da sparo e l'accelerazione dei progressi tecnologici hanno portato alla guerra moderna. Fino alla seconda guerra mondiale, era prassi di diritto internazionale ampiamente osservata il far precedere le ostilità da una dichiarazione di guerra. Le alleanze militari fra Stati obbligavano i firmatari a entrare nel conflitto se un altro Stato violava la neutralità e l'integrità territoriale, invadendo i confini esterni di uno Stato partecipante con le proprie truppe, oppure ne manifestava la volontà con una dichiarazione di guerra: i patti di mutua assistenza militare propagavano rapidamente le dimensioni dei conflitti.
Generalmente, il conflitto armato comincia a partire da un evento specifico, il cosiddetto casus belli: un'invasione militare, l'uccisione nemica di concittadini, come soldati, o beneficiari dell'immunità diplomatica, come ambasciatori, capi di Stato o reggenti. Anche incidenti diplomatici possono innescare crisi che si risolvono in un conflitto armato, a causa di inosservanze dei protocolli diplomatici, come non presentarsi a una convocazione o rifiutare di ricevere un ambasciatore, ingerenze politiche sulle nomine, dichiarazioni offensive senza scuse o smentite ufficiali degli organi di stampa ed eventuali dimissioni del dichiarante. Preso a sé, il casus belli può essere anche non molto grave, ma la sua importanza è amplificata dalle tensioni e dagli attriti già esistenti.
La guerra spesso si manifesta insieme a un periodo di sospensione dello Stato di diritto nel quale il diritto e la giustizia militare si sostituiscono a tutte le altre fonti della giurisprudenza.
Con l'avvento dell'ONU, il cui statuto condanna lo Stato aggressore e consente allo Stato aggredito di difendersi con immediatezza, la dichiarazione di guerra è praticamente scomparsa dallo scenario internazionale. Molte Costituzioni, fra le quali quella italiana, ammettono la guerra di sola difesa. Nessuno Stato è infatti disposto a dichiararsi aggressore con una tale procedura, mentre infiniti sono gli appigli per dichiararsi aggredito. In definitiva lo Statuto dell'ONU, che nelle intenzioni doveva servire a far scomparire la guerra, ha fatto invece scomparire soltanto la dichiarazione di guerra.
Secondo quanto osservato da von Clausewitz, la guerra non è accesa dall'azione di chi offende, ma dalla reazione di chi si difende: se non ci fosse reazione, infatti, si verificherebbe un'occupazione e non un conflitto armato. Tale fu il caso, ad esempio, dell'Anschluss, ovvero l'invasione dell'Austria da parte della Germania nel 1938. Si ha pertanto l'inizio della guerra quando si verifica il primo combattimento fra forze contrapposte. La guerra non si conclude però semplicemente con la cessazione dei fatti d'arme; più formalmente è necessario che si verifichi uno dei seguenti eventi:
- un armistizio, che riguardi cioè tutti i teatri e tutte le forze armate delle parti che lo stipulano;
- la resa incondizionata di una parte;
- la debellatio di una parte, cioè il completo annientamento delle sue forze armate, l'occupazione totale o annessione del suo territorio e la cessazione di ogni attività politica anche interna.

Può capitare che un Paese che vuole entrare in conflitto compia azioni per provocare a guerra l'aggressore e poter reagire; non necessariamente si inizia un conflitto con un'occupazione militare di un territorio straniero. Dalla seconda metà del XX secolo a seguire, molte guerre sono state combattute senza essere dichiarate, con interventi militari giustificati come aiuti a governi "fratelli", come ad esempio la guerra del Vietnam, l'invasione sovietica dell'Afghanistan, o semplicemente con un'azione militare diretta come la guerra di Corea o l'invasione del Kuwait. A volte, a queste guerre hanno fatto seguito altre azioni ad esse collegate, come la prima guerra del Golfo nella quale una coalizione, in forza di un mandato dell'ONU, ha schierato sul campo un potente esercito appoggiato da forze navali ed aeree che hanno rimosso il contingente iracheno di occupazione dal Kuwait e distrutto gran parte dell'armamento terrestre ed aereo delle forze armate irachene, disarticolandone le unità operative ma non occupando permanentemente il territorio dell'Iraq.
In età contemporanea, nei periodi di tensione e di crisi, si è soliti sviluppare un'attività politica e diplomatica di tutta la comunità internazionale per evitare il conflitto: in tali periodi, le forze armate giocano un ruolo rilevante nel dimostrare la credibilità e la determinazione dello Stato, con lo scopo deterrente di rendere evidente all'antagonista la sproporzione fra l'obiettivo da conseguire e il costo, sociale e materiale, di una soluzione militare. La guerra quindi può essere evitata quando ambedue i contendenti percepiscono questo sfavorevole rapporto.

## Descrizione

### Fasi temporali
La guerra è preceduta da:
- un periodo di tensione, che ha inizio quando le parti percepiscono l'incompatibilità dei rispettivi obiettivi;
- un periodo di crisi, che ha inizio quando le parti non sono più disponibili a trattare tra di loro per rendere compatibili tali obiettivi.

Le guerre sono combattute per:
- il controllo di risorse naturali, in particolare risorse scarse (limitate o finite), fra cui: grano e acqua per il fabbisogno alimentare, fonti energetiche (gas, petrolio, carbone), materie prime per le industrie (ferro, acciaio, leghe), metalli preziosi (oro e argento) come valuta di riserva per l'emissione di moneta convertibile;
- per risolvere dispute territoriali (i confini fra due Stati-nazione);
- per risolvere dispute commerciali;
- a causa di conflitti etnici, religiosi o culturali, per dispute di potere e per molti altri motivi. Si giunge alla guerra quando il contrasto di interessi economici, ideologici, strategici o di altra natura non riesce a trovare una soluzione negoziata attraverso la diplomazia, o quando almeno una delle parti percepisce l'inesistenza di altri mezzi per il conseguimento dei propri obiettivi.

### Classificazione
Ci sono svariate classificazioni possibili della guerra. Una è: convenzionale/non convenzionale. Nella guerra convenzionale sono coinvolte forze armate ben identificate che combattono in modo relativamente aperto e palese, senza far ricorso ad armi di distruzione di massa.
La guerra non convenzionale comprende tutto il resto: tattiche di incursione, guerriglia, insurrezione e terrorismo o, in alternativa a tutto ciò, può includere la guerra nucleare, batteriologica o chimica. Tutte queste categorie ricadono normalmente in due più ampie: conflitti ad alta intensità e a bassa intensità.
I primi si manifestano tra due superpotenze o due grandi paesi che si scontrano per ragioni politiche. I conflitti a bassa intensità implicano la contro-insurrezione, gli atti di guerriglia e l'impiego di corpi specializzati nel contrastare i rivoluzionari.
Nei XVI secolo, Machiavelli distinse fra due tipi di guerra:
- una guerra che cerca di estendere la potenza degli Stati, voluta per ambizione dei principi o delle Repubbliche, che non mira alla distruzione del nemico, ma alla sua sottomissione; in essa si concede, in cambio dell'obbedienza, "di vivere nelle loro case, e ne' loro beni";
- una guerra che cerca di occupare una nuova terra, allontanandone o uccidendone gli abitanti, in cui, alla base del conflitto, sta la fame o un'altra guerra che causa la emigrazione dell'aggressore.

### IlPeacekeeping
Le operazioni di peacekeeping, missioni militari armate alle quali un mandato internazionale (ONU o Unione europea) ha conferito legittimità, se non possono essere considerate tecnicamente guerre, presentano per il personale impegnato tutti i rischi di quelle operazioni, con limitazioni ancora maggiori dal punto di vista delle regole operative. Nell'accezione datagli dalle Nazioni Unite, il peacekeeping è "un modo per aiutare paesi tormentati da conflitti a creare condizioni di pace sostenibile". Il personale civile e militare delle missioni ONU viene fornito dai paesi membri.
Queste operazioni vengono compiute in territori sconvolti da guerre civili e le truppe impiegate dovrebbero fungere da forza di interposizione tra i contendenti e stabilizzazione del territorio, ma se necessario possono usare la forza necessaria a fermare azioni violente contro civili indifesi. Nondimeno la loro presenza non ha impedito episodi come il massacro di Srebrenica, avvenuto durante la guerra civile jugoslava sotto gli occhi di un battaglione di caschi blu olandesi.

## Tipi di conflitto
I conflitti possono essere diversamente classificati in relazione al numero piuttosto vasto dei loro parametri.

### In base all'estensione territoriale
- Conflitto mondiale: conflitto esteso a più teatri operativi collocati anche in continenti diversi, coordinati fra di loro anche se coinvolti in tempi non strettamente coincidenti; vi partecipano tutte le grandi potenze e le medie potenze regionali dei teatri interessati, e un numero elevato di potenze minori. Esempi nella storia: la prima e la seconda guerra mondiale, la guerra dei sette anni.
- Conflitto regionale: conflitto che si svolge essenzialmente in un solo teatro operativo in una regione geofisica ben delimitata, con la partecipazione di almeno una media potenza regionale, più altre potenze minori della stessa regione; non esclude la partecipazione diretta di una grande potenza o la partecipazione indiretta di più grandi potenze. Esempi nella storia (limitatamente al XX e XXI secolo): le guerre balcaniche, i conflitti arabo-israeliani, la prima guerra del Golfo.
- Conflitto locale: conflitto fra un limitatissimo numero di potenze, spesso solo due, e che coinvolge un limitato territorio appartenente a uno solo o al massimo ai due contendenti diretti; esclude la partecipazione diretta di grandi e medie potenze i cui territori non siano direttamente coinvolti. Esempi nella storia (limitatamente al XX e XXI secolo): la guerra italo-turca, la guerra d'Etiopia.

### In base al tipo dei soggetti che la combattono
- Conflitto simmetrico: conflitto tra parti che dispongono tutte di un'organizzazione statuale completa e di forze armate organizzate secondo le leggi dello Stato.
- Conflitto asimmetrico: conflitto tra due parti, una sola delle quali dispone di un'organizzazione statuale completa e di forze armate organizzate secondo le leggi dello Stato, mentre l'altra non è formata, o è in corso di formazione. Questa parte - definita partito insurrezionale - di solito non procede con i metodi classici della guerra ma pone in opera la guerriglia, nella quale il diritto internazionale umanitario è più difficile da controllare ma si applica ugualmente[9]: quando esso è violato, ad esempio mediante atti di terrorismo che colpiscono le popolazioni civili, la reazione dello Stato che rivendica piena sovranità è spesso di negare una classificazione specifica per caratterizzare questi atti[10].

Non si parla di conflitto asimmetrico se è un'organizzazione statale, si veda l'esempio della Spagna nel corso dell'invasione napoleonica, a combattere tramite il proprio esercito con tattiche di guerriglia. Lo scontro tra le formazioni di guerriglia sorte spontaneamente e l'esercito napoleonico, è invece considerabile un caso di guerra asimmetrica.

### In base ai mezzi impiegati

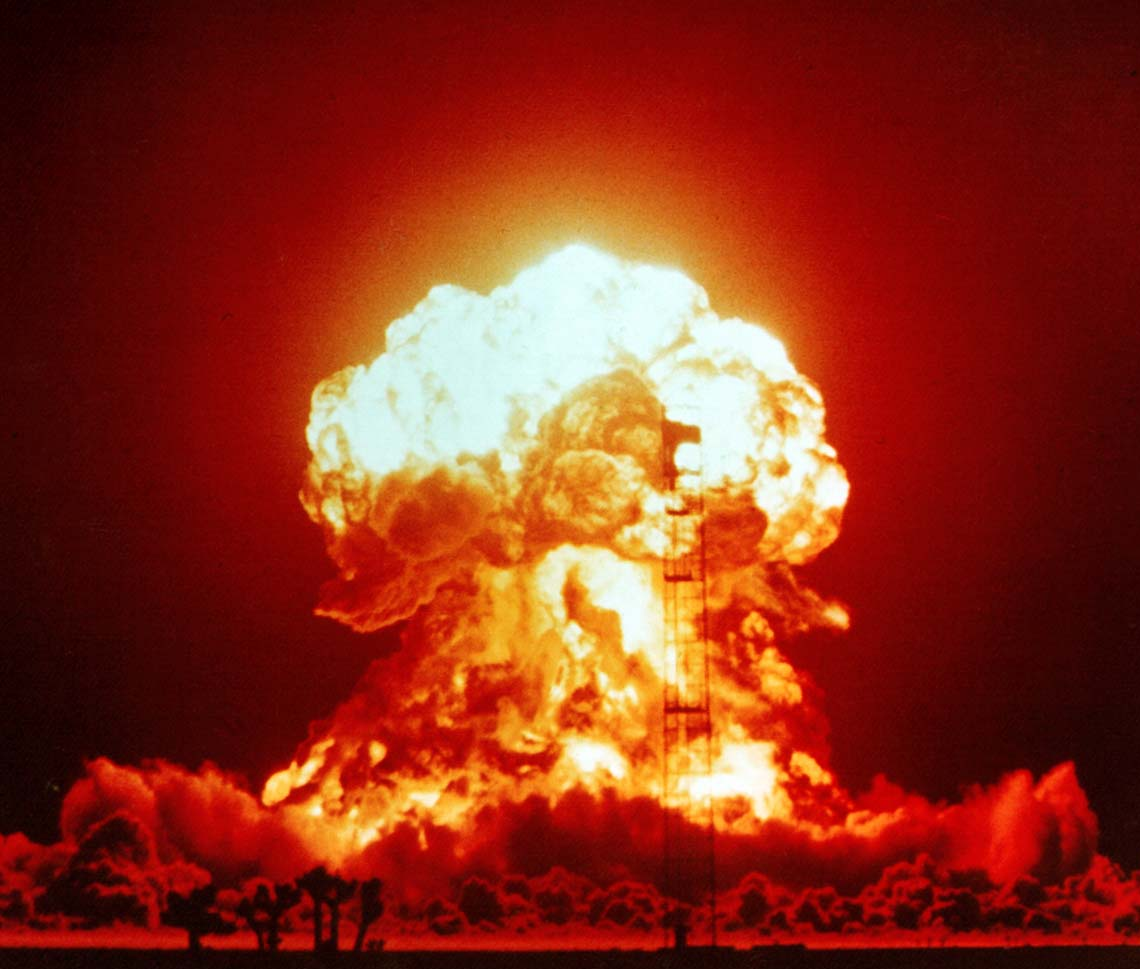
Esplosione nucleare, 1953, Nevada Test Site

- Conflitto non convenzionale: conflitto nel quale due o più parti dispongono di armi di distruzione di massa e sono disposte a impiegarle fin dall'inizio del conflitto. Non si sono mai avuti esempi di un tale tipo di conflitto, peraltro ipotizzato fin dagli anni cinquanta, quando sia gli Stati Uniti d'America sia l'Unione Sovietica disponevano di questi tipi di armamenti.
- Conflitto convenzionale in potenziale ambiente nbc: conflitto nel quale due o più parti dispongono di armi di distruzione di massa e sono disposte a impiegarle solo se le circostanze dovessero renderlo indispensabile. Non si sono mai avuti esempi di un tale tipo di conflitto, peraltro ipotizzato fin dagli anni sessanta, quando l'equilibrio nucleare fra Stati Uniti d'America e Unione Sovietica sconsigliava ad ambedue l'impiego iniziale di tali tipi di armamenti per timore di una ritorsione.
- Conflitto convenzionale: conflitto nel quale le parti non dispongono di armi di distruzione di massa, o nel quale gli eventuali detentori rinunciano a priori al loro impiego, eventualmente sotto il controllo di una potenza terza o di una organizzazione internazionale.

### In base alla soggettività internazionale dei contendenti
- Conflitto internazionale: conflitto nel quale tutti i contendenti sono soggetti di diritto internazionale. Dopo la fine della seconda guerra mondiale, nell'ambito del processo di decolonizzazione, sono stati considerati soggetti di diritto internazionale anche i fronti di liberazione nazionale, purché avessero l'effettivo controllo di territorio e popolazione, disponessero di forze armate organizzate e rispettassero il diritto internazionale bellico e umanitario.
- Conflitto non internazionale: conflitto nel quale una o più parti non sono soggetti di diritto internazionale, per cui il conflitto è sottratto alle norme del diritto bellico in quanto considerato affare interno; in particolare, rientrano in questa categoria le guerre civili, nelle quali si ha lo scontro fra opposte fazioni nell'ambito di un solo paese o entità politica[11].

### Altre definizioni dei conflitti
Nell'uso comune, specie in campo giornalistico o nei discorsi di natura politica, vengono fornite altre definizioni di un conflitto, ancorché giuridicamente e tecnicamente non corrette. Fra le più usuali:
- Guerra totale: si vuole indicare un conflitto che coinvolge tutte le risorse del paese in guerra. Ciò è normale, in quanto le guerricciole per piccoli problemi di confine sono assai rare.
- Guerra lampo (Blitzkrieg): nel senso di un conflitto organizzato per avere una durata limitatissima nel tempo, mediante l'uso di strategie e tattiche altamente redditizie e in presenza di un grande divario di mezzi disponibili, fra i due contendenti. In breve, significa distanze maggiori in tempi più brevi. Il termine è spesso usato in contrapposizione a guerra di posizione, o di logoramento, essenzialmente statiche e di durata prolungata. La prima guerra mondiale è cominciata come guerra lampo, ma poi divenne di logoramento.
- Guerra preventiva: guerra aperta da un soggetto in seguito alla percezione di una grave minaccia all'incolumità dei propri interessi; secondo alcuni rientra nel concetto di autodifesa prevista dallo statuto dell'ONU, mentre altri ritengono conflitti di questo tipo essere operazioni belliche offensive nel loro senso tradizionale.

## Diritto bellico
Numerose convenzioni, che nel loro insieme costituiscono il diritto bellico, regolamentano il comportamento in guerra; esso risponde a due grandi e separate questioni, cioè qual è il modo giusto di intraprendere la guerra e quale è il modo giusto di condurla.

### Ius ad bellum
Il Patto Briand-Kellogg per primo afferma nel 1928 il ripudio della guerra come strumento di risoluzione delle controversie internazionali, principio poi recepito nelle costituzioni di varie democrazie occidentali nel dopoguerra; la successiva Carta delle Nazioni Unite del 1945 alla nozione di guerra sostituisce la più ampia nozione di ricorso alla forza, che comprende le cosiddette measures short of war (misure vicine alla guerra), non regolate dal Patto di Brian-Kellogg, e introduce un sistema di sanzioni per i Paesi che violano il trattato. La Dichiarazione sul diritto dei popoli alla pace del 1984 afferma, non più nella sola forma negativa di un divieto della guerra, un diritto dei popoli alla pace, e l'impegno per il disarmo nucleare.
Inoltre, lo statuto delle Nazioni Unite consente la legittima difesa di un paese (sia direttamente del paese aggredito, sia di altri Stati che intervengono collettivamente a suo sostegno). Ciò per evitare una propagazione incontrollata del conflitto: fuori dei requisiti della legittima difesa (proporzionale e immediata, ex articolo 51 dello Statuto delle Nazioni Unite) occorre che ci sia un'autorizzazione del Consiglio di Sicurezza all'uso della forza, come è successo nella Guerra del Golfo del 1991. La regola sarebbe che il Consiglio di Sicurezza decide di prendere azioni "ai sensi del capo VII" mediante l'uso diretto di contingenti militari messi a disposizione dagli Stati membri e posti sotto il comando del Comitato di Stato Maggiore ONU: ma gli articoli 42 e 43 dello Statuto ONU non sono mai stati attuati e la formulazione delle decisioni del Consiglio di sicurezza è, oramai, nella forma di autorizzazione agli Stati di "prendere ogni misura necessaria" in difesa della pace e della sicurezza internazionale.
Interpretazioni estensive del diritto umanitario hanno portato a considerare legittima l'ingerenza umanitaria, ovvero l'intervento dall'esterno in fatti interni di uno Stato quando questi fatti costituiscano violazione evidente dei diritti dell'uomo. L'ingerenza umanitaria ha giustificato nel passato interventi militari consacrati da una risoluzione ONU per costringere i governi a rispettare quei diritti fondamentali. Analoga ingerenza potrebbe essere autorizzata per proteggere beni culturali ritenuti patrimonio dell'umanità.
Le costituzioni di molti Stati ammettono la guerra di sola difesa, vietando alle forze militari del paese di attaccare civili, militari e infrastrutture sul suolo di un altro paese o comunque appartenenti a un altro Stato sovrano. La Costituzione italiana, con l'articolo 11, è una delle più esplicite: «L'Italia ripudia la guerra come strumento di offesa alla libertà degli altri popoli e come mezzo di risoluzione delle controversie internazionali.».

### Ius in bello
Il diritto bellico è affiancato dal diritto umanitario, volto alla protezione delle vittime di guerra. Le più importanti convenzioni in materia erano, prima della Carta dell'ONU, quelle dell'Aia del 1899 e del 1907.
Le più importanti e attuali convenzioni di diritto umanitario sono le convenzioni di Ginevra del 1949 e i suoi protocolli aggiuntivi, due del 1977 e uno del 2005.
In Italia, è stata posta una questione di legittimità alla Corte Costituzionale in merito all'esistenza di una distinzione fra codici militari in tempo di pace e di guerra, e, successivamente, in merito all'esistenza stessa di un diritto militare, che possa agire in deroga alle regole che disciplinano il rapporto fra privati cittadini. La Consulta ha ribadito il principio per cui le azioni dei militari non sono soggette alle stesse regole dei privati cittadini né essere valutate dai tribunali civili.

## Aspetti antropologici
L'istinto di sopravvivenza, la preservazione del proprio territorio vitale, la difesa dei propri mezzi di sussistenza, sono alcuni esempi di come una comunità possa esser spinta a prendere le armi contro una comunità nemica che mette a rischio spazi, diritti, valori o beni dati per acquisiti e irrinunciabili. A queste motivazioni di tipo egoistico o utilitaristico si affiancano (e talvolta si coniugano) motivazioni di carattere psicologico o umorale come l'odio, il disprezzo, la vendetta, la paura.

### Guerre di religione
Un altro fattore molto forte di innesco per le guerre sono i motivi religiosi, nei quali un preteso diritto derivante da credenze religiose, o interpretazioni personali di scritti o tradizioni precedenti, diventa per un popolo o gruppo religioso causa per lanciare una guerra di aggressione verso quello che viene individuato come bersaglio della propria insoddisfazione. Una guerra di questo tipo viene denominata guerra santa, e gli esempi storici più noti sono le crociate per il mondo occidentale e il jihād (che però in arabo ha un significato non necessariamente legato ad operazioni violente) per i musulmani. Entrambe le tipologie di guerra hanno però provocato nei tempi gravi spargimenti di sangue tra i civili. Anche di recente sia in nome del jihād, sia per sostenere la guerra al terrorismo da parte di personale civile e militare delle forze armate statunitensi o di paesi alleati si sono avuti anche comportamenti non conformi alle leggi di guerra, con torture ed uccisioni sanguinose ed ingiustificate.

### Guerre a sfondo razziale
Ancora un'altra motivazione è la matrice razzista, nella quale un popolo o una nazione aggrediscono un'altra ritenuta inferiore secondo i propri criteri. L'esempio più eclatante rimane la politica espansionistica della Germania nazista in Europa orientale durante la seconda guerra mondiale, ma analoghi esempi sono i conflitti africani come il genocidio del Ruanda.

## Aspetti etici
Dal punto di vista etico, la guerra pone almeno tre tipi di problemi con relativi sotto problemi. Il primo riguarda la responsabilità dell'istituzione pubblica e dei suoi rappresentanti nell'indurre dietro compenso o costringere come dovere patrio dei soggetti a prendere le armi e farne uso contro qualcuno. Il secondo riguarda la legittimità o meno dei comportamenti del soggetto che usa le armi sotto coercizione a farlo e in base a ordini ineludibili. Il terzo riguarda la legittimità dell'azione di belligeranza come autodifesa di una comunità rispetto a danni non necessariamente di tipo violento, ma, per esempio, economico o morale.

## Aspetti economici
Dal punto di vista economico si osserva come la guerra evolva nel tempo mantenendo una coerenza logica.

### Prima ondata
- Durante il sistema agrario il soldato combatte spesso nell'arco di un limitato periodo stagionale.[18]
- Le razioni alimentari sono personali in partenza e poi di volta in volta depredate localmente.[19]
- Al termine del conflitto l'estrema sanzione agli occupati dopo l'eliminazione dei soldati è la distruzione delle coltivazioni.[20]

### Seconda ondata
- Con l'economia industriale il servizio militare diventa di massa per legge con la leva obbligatoria (in Francia dopo il 1792, in Giappone nel 1868 e negli Stati Uniti durante la guerra civile).[21]
- I nuovi comandanti sono addestrati nelle accademie militari.[22]
- Non si distingue più alcuna differenza tra un obiettivo civile e un obiettivo militare.[23]

### Terza ondata
- Il progresso tecnologico del settore civile sorpassa quello militare.[24]
- La fuga di cervelli diventa un parametro per misurare la ricchezza di particolari macro-aree capaci di attrarne come la Silicon Valley.[25]
- Per ragioni di efficacia le decisioni dell'intelligence sono sempre più vincolate da informazioni aperte a favore della maggior partecipazione possibile.[26]

Con i termini "guerre delegate" e "guerre per procura" si intende un nuovo tipo di conflitto in cui non avviene un grande dispiegamento di uomini e mezzi sul campo di battaglia e l'invio di militari professionisti è molto limitato: il Paese invia armi e istruttori alle truppe alleate del luogo (regolari o irregolari), mercenari, militari ed ex-militari volontari per azioni mirate. Questo tipo di conflitto è ugualmente redditizio per la lobby delle armi, mentre ha costi pubblici inferiori e meno morti al fronte (la morte dei contractors in genere non fa nemmeno notizia), perciò è ben visto dai politici, in quanto li protegge dalle critiche della stampa e degli elettori.

### Economia di guerra
Nell'economia di guerra lo Stato nazionale emette una crescente quantità di moneta. Una simile emissione causa svalutazione e iperinflazione che impoveriscono la popolazione e possono arrivare perfino ad azzerare il potere d'acquisto della moneta. È frequente che i beni essenziali vengano razionati e che il loro ottenimento venga dunque limitato a prescindere dall'uso della moneta.
Controcorrente va la teoria economica di John Maynard Keynes, secondo cui la spesa pubblica finanziata con debiti (deficit spending) è utile anche in tempo di guerra per generare piena occupazione e una crescita più che proporzionale del PIL/pro capite in una nazione con l'economia a terra. Il conflitto crea posti di lavoro che riportano la disoccupazione ai livelli normali pre-crisi, una ricchezza distribuita tra tutti cittadini, e il debito si ripaga da sé poiché genera una ricchezza nazionale più alta del debito iniziale. L'esito disastroso dei debiti di guerra al termine dei conflitti mondiali smentì questa tesi.

A ciò si aggiunge il fatto che il settore militare e della difesa è un settore dell'economia fra quelli più capital intensive e non labour intensive, vale a dire in cui all'investimento pubblico o privato sono richieste enormi quantità di denaro per generare un minimo numero di posti di lavoro, tutt'altro che utile a riassorbire la disoccupazione.
In vista dei conflitti, gli Stati accumulano riserve anche sotto forma di oro, investimento in sé poco conveniente perché non genera interessi, diversamente dagli strumenti finanziari o da un investimento produttivo. Tuttavia, l'oro conserva il suo valore nel tempo, mentre le valute si possono deprezzare e gli strumenti finanziari sono soggetti a rischio. La disponibilità di oro rappresenta quindi la garanzia che in cambio si potranno ottenere anche in futuro le risorse necessarie per i bisogni della guerra. L'uso dell'oro si diffonde in conformità alla Legge di Gresham: «la moneta cattiva scaccia quella buona». A causa della continua emissione di debito pubblico per finanziare la spesa militare, avviene l'iperinflazione e la svalutazione della moneta ufficiale a corso forzoso che, nonostante lo imponga la legge (a pena di multe e carcere per chi la rifiuta), viene sempre meno accettata per i pagamenti, in favore di mezzi di pagamento che non possono subire svalutazione perché hanno un valore intrinseco prossimo o uguale al loro valore nominale (come i metalli preziosi).
In tempo di guerra e anche in vista di un probabile rischio di guerra, gli investimenti in tutte le attività produttive civili (nei territori che rischiano di esserne coinvolti) crollano bruscamente, a causa sia della probabile incapacità per impoverimento della domanda di assorbire le nuove merci civili, sia a causa delle probabili difficoltà, impossibilità di eseguire la produzione, per la probabile indisponibilità o distruzione degli impianti e/o di uno o più degli altri fattori produttivi necessari.
In una certa misura l'economia di guerra (che include produzione e commercio di armi, un piccolo valore rispetto all'economia produttiva civile totale) sottrae risorse e soprattutto sottrae distruttivamente quasi ogni possibilità di espansione o ricostruzione ai settori dell'economia civile (la quasi totalità del valore).
In tempo di guerra, la spesa militare è una voce rilevante e spesso predominante della spesa pubblica. Per sostenerla, gli Stati ricorrono spesso all'indebitamento. Il debito contratto verso soggetti esterni allo Stato è in genere denominato in valuta estera o in oro. Mentre il debito contratto in moneta nazionale ne segue le sorti (come il debito italiano nella seconda guerra mondiale, che in termini reali si ridusse a ben poco dopo la fine del conflitto) il debito denominato in altre valute o in oro continua invariabilmente a pesare sull'economia del Paese. Durante la Seconda Guerra Mondiale, l'Italia adottò un sistema in cui l'industria militare, che era a controllo pubblico, reinvestiva gli utili comprando titoli di debito pubblico italiano (che, come la moneta fortemente svalutata, non avevano molti acquirenti): in questo modo, si creava un circuito economico chiuso in cui lo Stato emetteva moneta a debito contro titoli per finanziare l'industria militare e questa sua volta ripagava/riacquistava i titoli in scadenza, consentendo una nuova emissione e produzione propria.
Lo Stato che esce vincitore da una guerra pretende non di rado dallo Stato sconfitto il pagamento di indennità dette riparazioni di guerra, che coprono in tutto o in parte le spese sostenute e a volte permettono anche un guadagno monetario. L'origine delle riparazioni di guerra risale all'antichità e si hanno tracce documentate di questa usanza già nel 440-439 a.C., quando la città di Samo sconfitta da Atene dovette pagare a questa le spese dell'assedio da essa stessa sostenuto e perso. Nell'era moderna fu Napoleone Bonaparte a collegare inscindibilmente il pagamento dei danni di guerra al trattato di pace che la concludeva, pretendendo dai vari stati sconfitti, come Austria, Prussia, Spagna ed altri, il pagamento in natura e valuta dei danni, stimati dal vincitore; la pratica venne poi ripetuta a ruoli invertiti dopo la sconfitta dell'Impero Francese, e ancora dai prussiani verso la Francia che aveva perso la guerra del 1870; allo stesso modo gli Alleati, su espressa richiesta del presidente statunitense Woodrow Wilson, pretesero dai tedeschi un risarcimento dopo la fine della prima guerra mondiale, ma la sua entità venne calcolata tale da essere considerata altamente punitiva dai britannici, che esitarono prima di appoggiare le pretese francesi. Le conseguenze di queste riparazioni sull'economia tedesca, sommate a quelle indotte dalla grande depressione del 1929, furono tali da venire additate da molti come una delle cause che spinsero i tedeschi ad appoggiare l'avvento del nazismo e lo scoppio della seconda guerra mondiale.
Le forti oscillazioni borsistiche causate dalle vicende delle guerre, oltre che delle tensioni internazionali, sono fonte di ingenti guadagni immediati da parte dei pochi soggetti in grado di determinare (o di conoscere in anticipo) tali vicende

## Analisi statistica
L'analisi statistica della guerra è stata cominciata da Lewis Fry Richardson dopo la prima guerra mondiale. Più recentemente, banche dati sulle guerre sono state costruite dai Correlates of War Project e da Peter Brecke, che ha censito e strutturato ricerche già esistenti.

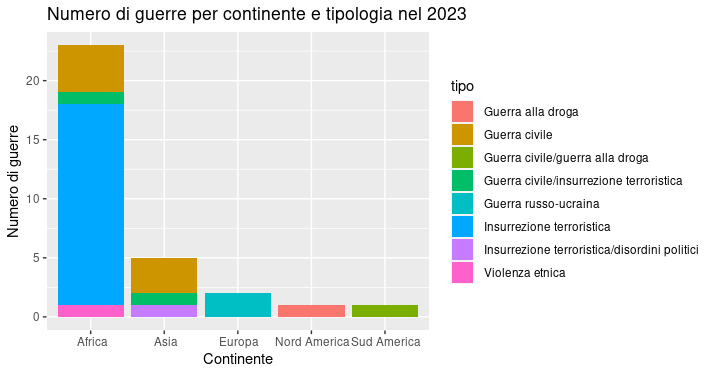
Fonte: [https://worldpopulationreview.com/country-rankings/countries-currently-at-war worldpopulationreview

## Letteratura
Nel tempo, scrittori di ogni cultura e posizione politica hanno trattato il tema della guerra nelle loro opere. Tra i più celebri di certo possiamo citare L'arte della guerra, uno dei più importanti trattati di strategia militare di tutti i tempi del cinese Sun Tzu. Si tratta probabilmente del più antico testo di arte militare esistente (VI secolo a.C. circa), articolato in tredici capitoli, ognuno dedicato ad un aspetto della guerra. Questo testo ebbe una grande influenza anche nella strategia militare europea. È un compendio i cui consigli si possono applicare, al pari di altre opere della cultura sino-giapponese, a molti aspetti della vita, oltre che alla strategia militare, ad esempio all'economia e alla conduzione degli affari.

Grandi condottieri come Napoleone Bonaparte hanno scritto memorie, nello specifico Aforismi politici, pensieri morali e massime sulla guerra, ma nella storia occidentale abbiamo trattati militari molto più antichi come quelli di Gaio Giulio Cesare, dal De bello gallico scritto fra il 58 e il 50 a.C. e diviso in otto libri al De bello civili. Molti altri libri sono stati scritti nei secoli successivi, da figure come il tedesco Carl von Clausewitz, il cui trattato Della guerra (Vom Kriege), pubblicato per la prima volta nel 1832, non venne mai completato, a causa della morte precoce dell'autore. Oltre alla famosa citazione che correla guerra e politica, si può riportare anche:
Carl von Clausewitz, nel suo libro Della guerra, compie un'analisi del fenomeno: «La guerra è la continuazione della politica con altri mezzi» e «La guerra è un atto di forza che ha lo scopo di costringere l'avversario a sottomettersi alla nostra volontà.»